# 國道1號 (羅馬尼亞)
國道1號（羅馬尼亞語：Drumul Național 1/DN1）是羅馬尼亞一條公路，連接首都布加勒斯特和接壤匈牙利邊境的博爾什，全長642公里。
途經城市包括普洛耶什蒂、布拉索夫、弗格拉什、錫比烏、克盧日-納波卡、奧拉迪亞等。

## 支線
- DN1A
- DN1B
- DN1C
- DN1D
- DN1E
- DN1F
- DN1G
- DN1H
- DN1L
- DN1N
- DN1P
- DN1R
- DN1T